# Alocodesmus solitarius
Alocodesmus solitarius är en mångfotingart som beskrevs av Filippo Silvestri 1898. Alocodesmus solitarius ingår i släktet Alocodesmus och familjen Chelodesmidae. Inga underarter finns listade i Catalogue of Life.